# Experimento Kentler
El Experimento Kentler fue un experimento realizado por el sexólogo alemán Helmut Kentler en Alemania Occidental donde se entregaba niños huérfanos o con problemas a pedófilos. El experimento fue financiado por el Senado de Berlín y tuvo el apoyo del Partido Socialdemócrata Alemán (SPD) y de diversos intelectuales de izquierda.

## Trasfondo
Tras la Segunda Guerra Mundial se dio un rechazo a lo que se consideraba tradicional bajo la idea de que era autoritario, por lo que proclamó nuevas ideas progresistas basadas en la liberación sexual y el derribo de tabúes. Para la década de 1960, algunas personas veían el sexo con niños como algo progresista. Helmut Kentler era, por la época, un sexólogo y psicólogo alemán influido por las ideas de Wilhelm Reich. En base a su influencia, Kentler postulaba que la represión sexual era clave para entender el fascismo. Por ello abogaba por la liberación sexual como una forma de construir una nueva sociedad, por lo cual los padres debían iniciar sexualmente a sus hijos ya que "el contacto sexual entre niños y adultos no es dañino". De esta forma se iba a "prevenir otro Auschwitz".

## Experimento
Kentler fue designado director del Departamento de Educación Social en el Centro Pedagógico. El Centro se había establecido en 1965 con el objetivo de convertir Berlín en líder internacional de las reformas educativas. En 1969, Kentler inicia su experimento con "fines pedagógicos" a partir del caso de "Ulirch", un niño de 13 años que le contó a Kentler sobre un hombre al que llamaba "Madre Invierno" que les daba alimentos y ropa a los niños de la estación del zoológico a cambio de que se acostaran con él. A partir de esto, Kentler se planteó que "si ellos llaman a este hombre ‘madre’, no puede ser malo". De esta forma, Kentler empieza a entregar a chicos huérfanos a "cuidadores" pedófilos. Kentler era consciente de que los adultos eran pedófilos y tendrían relaciones sexuales con los menores. Diversos casos de violaciones a menores de edad, grabaciones de videos explícitos y palizas fueron registradas. Incluso se registró la muerte de un chico discapacitado a manos de su "cuidador". Kentler consideró que su experimento fue un éxito.

## Consecuencias
Tras las denuncias, el Senado de Berlín decidió iniciar una investigación. La Universidad de Hildesheim elaboró un informe sin poder determinar con precisión la cantidad de afectados.